# Cimitero austro-ungarico di Vigo di Fassa
Il cimitero austro-ungarico si trova a Vigo di Fassa sulla strada statale che collega la val di Fassa a Bolzano per la val d'Ega, tramite il passo di Costalunga.
Situato in una chiaria tra le conifere, ospita 663 caduti austro-ungarici della guerra 1915 – 1918. I nominativi sono scritti su croci di legno; al centro del riquadro cimiteriale si trova un vialetto che, risalendo il declivio, conduce alla cappella votiva.